# Wieża telekomunikacyjna we Frankfurcie nad Odrą

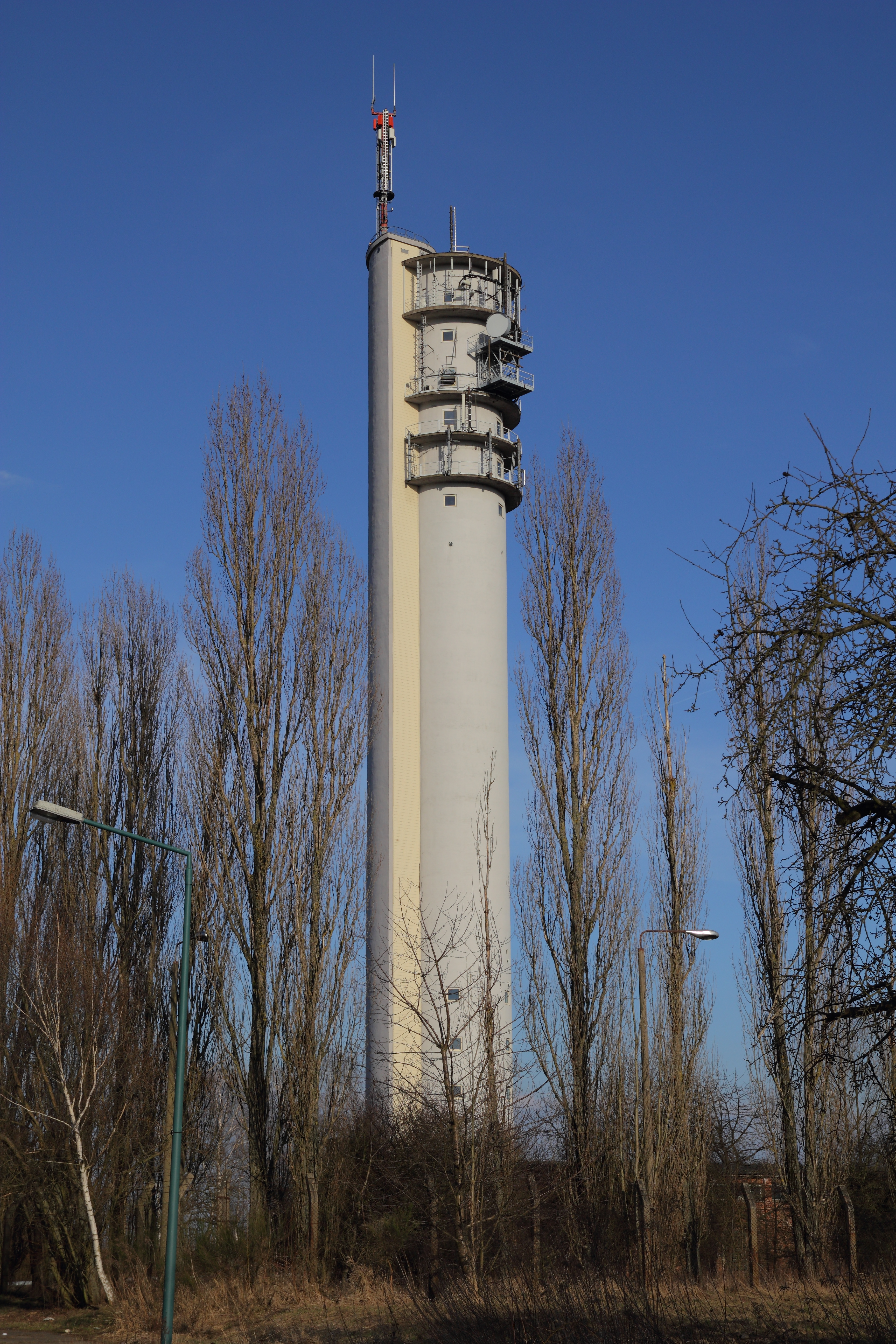
Wieża telewizyjna we Frankfurcie nad Odrą

Wieża telekomunikacyjna we Frankfurcie nad Odrą (niem. Fernmeldeturm Frankfurt (Oder)) – wysoka na 103 m wieża telekomunikacyjna, będąca własnością Deutsche Telekom AG i znajdująca się w południowej części Frankfurtu nad Odrą.

## Opis
Wieża została wzniesiona w latach 1959–1961 jako wieża radiowa Deutsche Post Niemieckiej Republiki Demokratycznej. Projektem zajął się Klaus Thimm, za statykę odpowiedzialny był Karl-Heinrich Benkert.
Łączna wysokość wynosiła pierwotnie 85,75 m, po instalacji większych anten w okresie transformacji ustrojowo-politycznej łączna wysokość wieży wynosi 103 m.
Dostępna tylko dla upoważnionych stalowo-betonowa wieża dysponuje asymetrycznie umieszczonymi platformami antenowymi. Wśród anten tych są nie tylko te radiowe oraz komórkowe, ale również krótkofalowe dla fal 70 cm, 2 m oraz telewizji krótkofalarskiej ATV.